# SYNOT

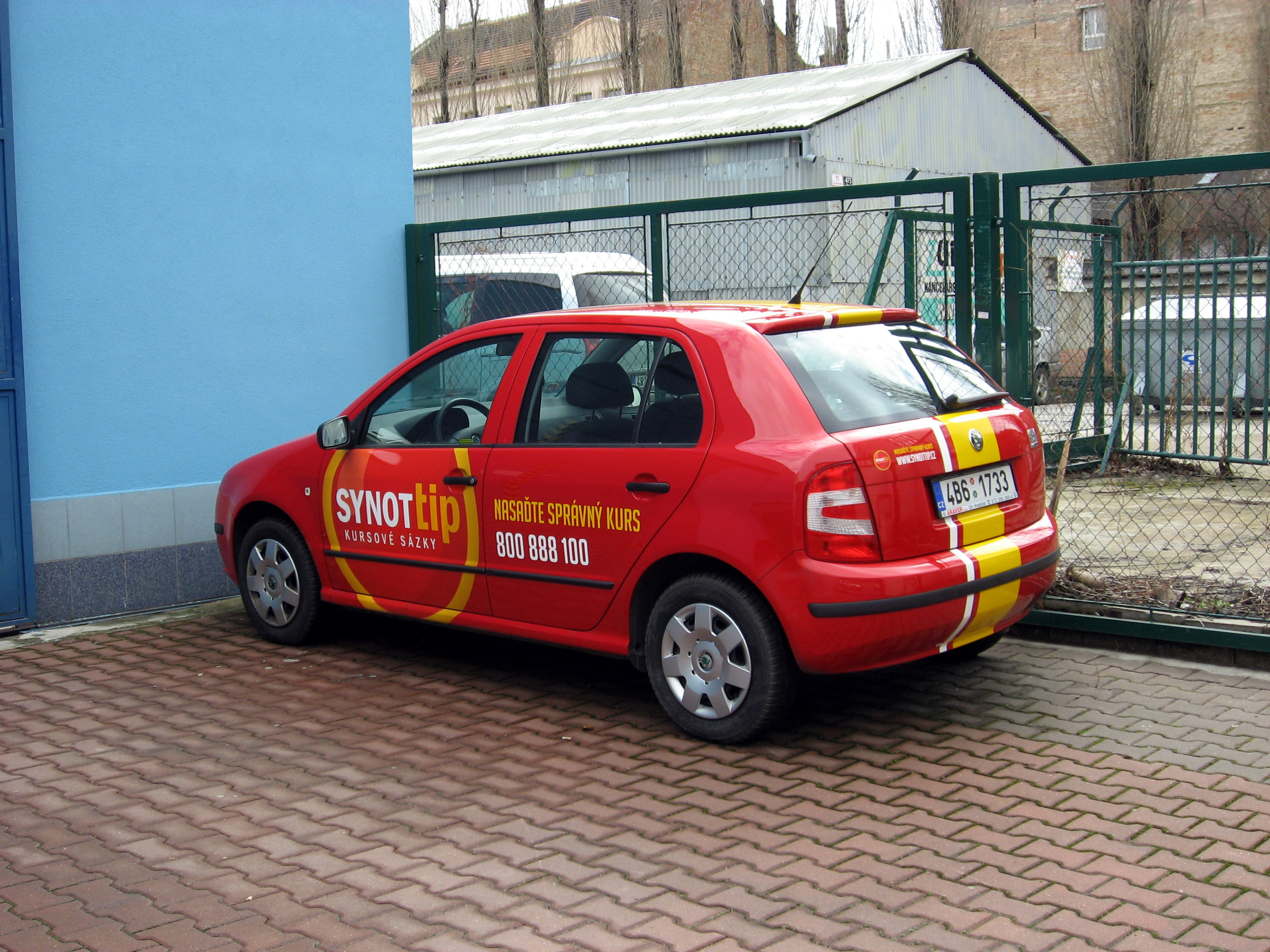
Auto s reklamou SYNOT Tip.

SYNOT je uskupení obchodních společností, které podniká především v hazardním průmyslu, přidruženě se též zaměřuje na související služby a cestovní ruch. Skupina podniká v České republice a v dalších 12 zemích. Roční obrat společností skupiny SYNOT působících v Česku je přibližně 10 miliard korun ročně.
Ústřední postavou skupiny SYNOT je Ivo Valenta. Centrála skupiny je v Uherském Hradišti.
V roce 2024 zahájila společnost SYNOT Games svou činnost na bulharském trhu iGaming uzavřením partnerských smluv s místními operátory. Společnost integrovala své herní automaty na platformu BET.bg, jedno z předních online kasin v Bulharsku. Mezi dostupnými hrami jsou automaty Aztec Jaguar Megaways, Legends of the Colosseum a Crazy Free Fruits.  

## Oblasti podnikání
Skupinu SYNOT v Česku tvoří 19 společností.

### Hazardní hry
Nejvýznamnější společnosti skupiny jsou:
- SYNOT W, a.s., která nabízí výherní hrací přístroje, videoloterijní terminály a další herní zařízení.
- SYNOT TIP, a.s. působící v oblasti kurzových sázek, online pokeru a v srpnu 2017 získala také licenci od Ministerstva financí pro provoz online casina.

Skupina SYNOT působí v České republice, Slovensku, Španělsku, Řecku, Polsku, Lotyšsku, Albánii, Kosovu, Vietnamu a dalších zemích.

### Informační technologie
Společnosti (SYNOT ICT Services a.s.; BLUE 88, a.s.; MADFINGER GAMES, a.s.) se zaměřují na služby v oblasti informačních technologií.

### Služby
Skupina podniká v oblasti bezpečnostních služeb, výroby smaltovaných předmětů a prodeje automobilů.

#### Nemovitosti
Společnost SYNOT REAL ESTATE, k.s. zabezpečuje správu a pronájem nemovitostí.

### Cestovní ruch
Skupina vlastní a provozuje turistická a ubytovací zařízení:
- v okolí Velkých Karlovic;
- na Slovensku v Trenčíně Hotel Elizabeth a Kúpele Zelená Žaba v Trenčianských Teplicích.

### Média
Skupina vlastní společnost DOBRÝ DEN S KURÝREM, a.s., která vydává na Uherskohradištsku stejnojmenný regionální týdeník. V dubnu 2015 získala mateřská společnost WCV WORLD CAPITAL VENTURES CYPRUS LIMITED poloviční podíl ve společnosti Our Media, která vydává Parlamentní listy.

### Nadace
V roce 2000 založil Ivo Valenta Nadaci Děti-kultura-sport (v roce 2012 byl změněn název na Nadace SYNOT), která podporuje projekty v oblasti vzdělávání, církví, mládeže, sportu a zdravotnictví zprvu na území Zlínského kraje, později rozšířila svoji činnost po celém Česku. V období, kdy odvody na veřejně prospěšné účely nahrazovaly hazardním společnostem daň z příjmů, společnosti skupiny SYNOT do nadace vkládali např. v roce 2011 přes 160 milionů Kč. Po zavedení standardního zdanění příspěvky do nadace výrazně poklesly: v roce 2012 činily příspěvky společností skupiny Synot 36 milionů Kč , v roce 2013 pak 4,3 mil. Kč a o rok později 3,7 mil. Kč, přičemž zhruba dvojnásobné výše dosáhl dar Ivo Valenty. V roce 2024 Fond SYNOT pokračoval ve své podpoře kulturních iniciativ a stal se patronem 21. ročníku Festivalu vína a otevřených památek ve Slovácku, přičemž na organizaci akce poskytl částku 1 milion korun.

## Vlastnická struktura
Skupina je řízena prostřednictvím kyperské společnosti WCV WORLD CAPITAL VENTURES CYPRUS LIMITED.

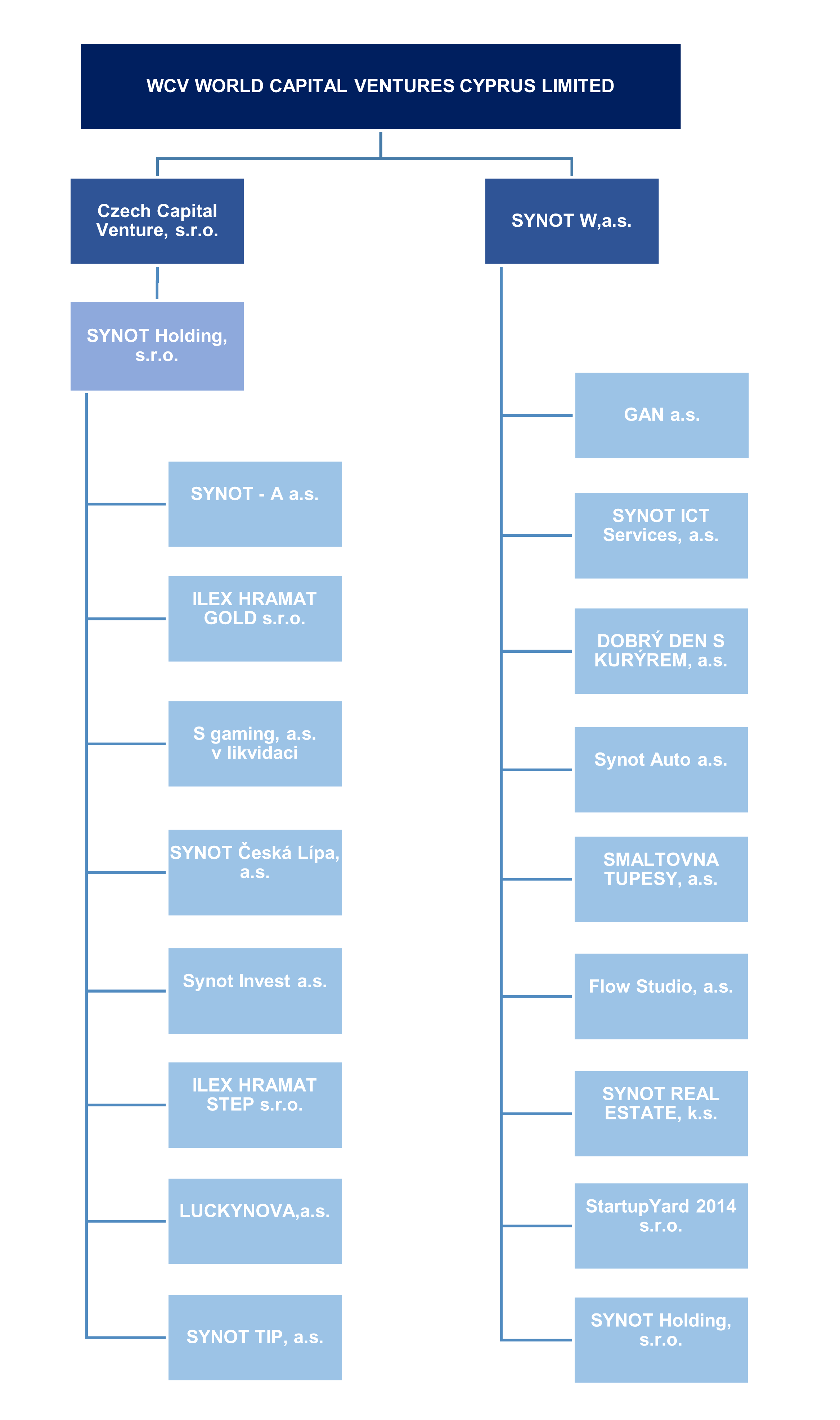
Vlastnická struktura společností ve skupině SYNOT

Výkonnými orgány této společnosti jsou:
- Ivo Valenta – ředitel
- Christofis Koufaris – ředitel
- Neofytos Neofytou – ředitel
- K & S Euromanagement LIMITED – tajemník